# ツノアイアシ属
ツノアイアシ属（Rottboellia L. f.）は、イネ科の植物の群。円柱状、あるいは平らになった棒状の花序を作り、小穂はその表面のくぼみに納まる。

## 特徴
一年生の草本。葉舌は膜質。花序は葉の腋から出て、柄の先には単一の総(小穂のつく枝)をつける。総は円柱状か、あるいはそれが平らになった形をしており、節毎に小穂をつける。小穂は無柄小穂と有柄小穂の対になっており、ただし有柄小穂の柄は一部、あるいはその全体が花序の柱軸と融合している。そのために有柄小穂と言いつつ、見かけ上で柄がないように見える。また総の表面には強いくぼみがあり、小穂はそのくぼみに嵌まり込むようになっている。小穂に芒はない。無柄小穂は第1包頴が革質、第2包頴は薄い革質、それらの内側にある第1小花の護頴と第2小花の護頴と内頴は薄膜質。有柄小穂は草質になっており、無柄小穂と同じくらいの長さか、あるいはやや短い。
学名はオランダの植物学者の C. F. Rottboell に因んだものである。

## 分布と種
旧世界の熱帯域に4種が知られる。
日本には在来種はなく、以下の種が帰化している。
- R. exaltata ツノアイアシ

## 類似の群
円柱状の総を単生し、有柄小穂と無柄小穂が対をなし、それが総の表面に張り付いている形になっている点で共通するのがウシノシッペイ属 Hemarthria であるが、この群では対をなす小穂はほぼ同型である点で異なっている。チャボウシノシッペイ属 Eremochloa もそれらの点では共通するが、この群では有柄小穂は柄を残してほぼ退化している。またこの群のものはごく小柄な多年草である。